# Quezon (Nueva Vizcaya)
Quezon ist eine Stadtgemeinde in der philippinischen Provinz Nueva Vizcaya. Im Jahre 2015 zählte sie 21.056 Einwohner.
Quezon ist in die folgenden zwölf Baranggays aufgeteilt:
| - Aurora - Baresbes - Bonifacio - Buliwao - Calaocan - Caliat - Darubba - Dagupan - Maddiangat - Maasin - Nalubbunan - Runruno |